# Frans Andriessen
Frans Andriessen, właśc. Franciscus Henricus Johannes Joseph Andriessen (ur. 2 kwietnia 1929 w Utrechcie, zm. 22 marca 2019) – holenderski polityk i prawnik, parlamentarzysta, w latach 1977–1980 minister finansów, od 1981 do 1993 członek Komisji Europejskiej.

## Życiorys
Ukończył szkołę średnią w Boxtel, następnie studia prawnicze na Uniwersytecie w Utrechcie. W latach 1954–1972 był dyrektorem instytutu mieszkalnictwa NCIV. Zaangażował się w działalność polityczną w ramach Katolickiej Partii Ludowej, z którą w 1980 dołączył do Apelu Chrześcijańsko-Demokratycznego. W latach 1958–1967 zasiadał w radzie prowincji Utrecht. Następnie do 1977 sprawował mandat posła do Tweede Kamer. Od 1971 był jednocześnie przewodniczącym frakcji deputowanych i liderem politycznym swojego ugrupowania. W latach 1977–1980 zajmował stanowisko ministra finansów, po czym do 1981 wchodził w skład Eerste Kamer.
Od 1981 do 1993 był członkiem Komisji Europejskiej, którą w tym czasie kierowali Gaston Thorn i Jacques Delors. Od 1985 pełnił funkcję wiceprzewodniczącego KE. W jej strukturach odpowiadał w szczególności za konkurencję i stosunki z Europarlamentem (1981–1985), rolnictwo i leśnictwo (1985–1989) oraz stosunki zewnętrzne i politykę handlową (1989–1993). Od 1990 do 2009 wykładał integrację europejską na macierzystym uniwersytecie.

## Odznaczenia
- Oficer Orderu Oranje-Nassau (1969)[1]
- Kawaler Orderu Lwa Niderlandzkiego (1980)[1]
- Krzyż Wielki Orderu Oranje-Nassau (1993)[1]
- Krzyż Wielki Orderu Sokoła Islandzkiego (Islandia, 1994)[3]